# Lê Quý Đôn (HQ-286)
Lê Quý Đôn (286) là một thuyền buồm được dùng làm tàu huấn luyện của Hải quân Nhân dân Việt Nam. Con tàu được đặt theo tên của Lê Quý Đôn, một vị quan, nhà thơ thời Nhà Lê trung hưng. Tàu do công ty Thiết kế & Tư vấn Choreń (Ba Lan) thiết kế. Hiện tại nó đang phục vụ trong biên chế của Biên đội tàu huấn luyện, Học viện Hải quân.

## Thiết kế

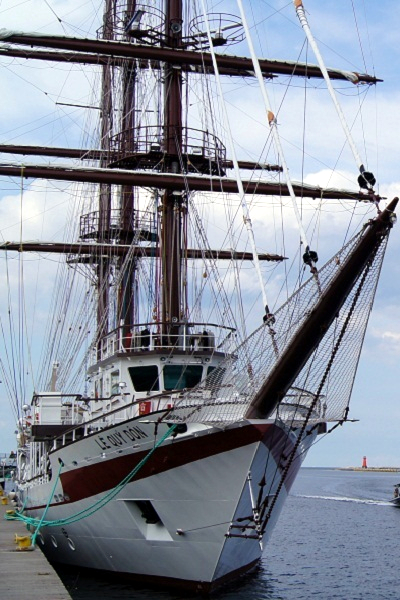
Lê Quý Đôn neo đậu tại cảng Gdynia, Ba Lan vào ngày 3 tháng 9 năm 2015

Con tàu được Việt Nam đặt hàng đóng từ năm 2013, khởi đóng từ ngày 2 tháng 7 năm 2014 do công ty Thiết kế & Tư vấn Choreń, Ba Lan thiết kế. Lê Quý Đôn có chiều dài tổng thể 67 m (trong đó chiều dài phần thân tàu là 58,3 m). Chiều rộng 10 m. Chiều cao mạn lớn nhất 5,75 m. Mớn nước 3,6 m. Lượng giãn nước đầy tải 857 tấn. Thủy thủ đoàn gồm 30 người cùng 80 học viên. Đủ dự trữ cho hành trình 45 ngày trên biển. Có 4 thuyền cứu hộ nhỏ được trang bị đi kèm trên tàu mẹ.
Tàu có 3 cột buồm lớn với chiều cao lên đến 40 m, diện tích các cánh buồm là 1400 m². Vũ khí trang bị trên Lê Quý Đôn gồm 4 súng máy hạng nặng WKM-Bm cỡ nòng 12,7 mm (phiên bản NSV do Ba Lan chế tạo sử dụng cỡ đạn 12,7 x 99 mm). Tàu có các thiết bị thông tin liên lạc, phòng học được lập trình hoá cùng trang bị hiện đại cần thiết khác.

## Bàn giao
Ngày 27 tháng 9 năm 2015, tàu tiến ra khơi, rời Ba Lan về Việt Nam. Thủy thủ đoàn hỗn hợp Ba Lan-Việt Nam cùng điều khiển con tàu với sự điều hành của thuyền trưởng người Ba Lan Piotr Leszczynski. Chuyến hải trình dự kiến kéo dài khoảng bốn tháng.
Lê Quý Đôn không thực hiện hải trình theo thông lệ như các tàu Rolldock chở theo tàu ngầm Kilo đi qua mũi Hảo Vọng (Nam Phi) để về Việt Nam mà sẽ đi xuyên qua hai đại dương lớn nhất Trái Đất (Đại Tây Dương và Thái Bình Dương).
Tàu đi xuyên qua Đại Tây Dương, Biển Caribe, tới Cảng Colon – Kênh đào Panama thủy thủ đoàn nghỉ ngơi ngắn để hồi phục sức khỏe và để tàu bổ sung nhiên liệu, lương thực, thực phẩm cho hải trình xuyên Thái Bình Dương. Đây là lần đầu tiên một tàu hải quân của Việt Nam thực hiện chuyến hải trình dài như vậy.
Ngày 27 tháng 1 năm 2016, tàu cập Cảng Nha Trang sau chuyến hành trình 122 ngày, dài 20.000 hải lý, trải qua 2 cơn bão cấp 11 và 4 đợt áp thấp.

## Nhập biên chế
Ngày 22 tháng 2 năm 2016, tàu được biên chế vào biên đội tàu huấn luyện thực hành thuộc Học viện Hải quân nhằm mục đích huấn luyện, rèn luyện thủy nghiệp cơ bản, kỹ năng đi biển cho thủy thủ viễn dương và hoạt động đường dài, tham gia các hoạt động giao lưu hải quân và hàng hải quốc tế.
Ngày 10 tháng 3 năm 2016, Quân chủng Hải quân Việt Nam tổ chức lễ thượng cờ cho tàu tại Cảng Nha Trang, Khánh Hòa.